# Place Parmentier (Ivry-sur-Seine)
Pour les articles homonymes, voir Place Parmentier.
La place Parmentier est un carrefour se trouvant à Ivry-sur-Seine,,. Elle forme le cœur du quartier Marat-Parmentier.

## Situation et accès
Elle est le point de rencontre de la rue Jean-Bonnefoix (anciennement rue de Beauvais), de la rue Marat (anciennement rue Saint-Frambourg puis rue Parmentier), de la rue Raspail, de la rue Fouilloux et de l'avenue de la République.

## Origine du nom
Cette place porte le nom de l'agronome Antoine Parmentier (1737-1813), qui a donné son nouveau nom au quartier Parmentier, aussi appelé quartier Saint-Frambourg,, du nom de Fraimbault de Lassay, saint du VIe siècle. Cette appellation remonte à 1900 au plus tard.

## Historique
Elle formait le centre de l'ancien hameau de Saint-Frambourg, et s'appelait « carrefour de Saint-Frambourg ».
Dû à sa faible élevation, elle est inondée lors de la crue de la Seine de 1910.
En 1993, Philippe Andrieux, conservateur en chef du patrimoine archéologique du département, entreprit des fouilles archéologiques dans l'îlot Parmentier, situé à cet endroit. Ces fouilles mirent au jour des restes d'un mur romain, des sépultures mérovingiennes et les fondations de la chapelle datant du XVIe siècle, un édifice religieux étant toutefois déjà mentionné à cet endroit en 1155.
Elle est aujourd'hui ornée d'une statue intitulée Allégorie à la République installée à cet endroit en 1911,. Cette statue de Marianne, œuvre du sculpteur Pierre Granet, provient de l'Exposition universelle de 1900,.
L'acquisition de cette œuvre d'art est en décembre 1910 le fruit de la décision de Jules Coutant, député-maire socialiste d'Ivry-sur-Seine, et du conseil municipal, d'installer trois statues dans chacun des quartiers d'Ivry.

## Bâtiments remarquables et lieux de mémoire
- Emplacement de l'ancien château d'Ivry, construit par Claude Bosc, prévôt des marchands de Paris.
- Emplacement de l'ancienne chapelle Saint-Frambourg. En 1675, la paroisse d’Ivry-sur-Seine obtint de Denis Sanguin de Livry, évêque de Senlis et des chanoines de celle chapelle d'y abriter une partie des reliques du saint[18],[19]. L'abbé Jean Lebeuf témoigne en 1757: « Au bout du village, en tirant vers Vitry, est une chapelle isolée du titre de Saint-Frambould ou Frambald, que l’usage fait appeler Saint-Frambourg. Elle a été rebâtie à neuf l’an 1665. »[20]. Elle fut détruite vers 1830.
- Hôpital Charles-Foix, édifié sous le Second Empire par Théodore Labrouste.
- Statue de Pierre Granet, allégorie à la République. Une esquisse en plâtre existe au Musée d'Orsay[21].
- Immeuble Maison rouge, 2009[22].

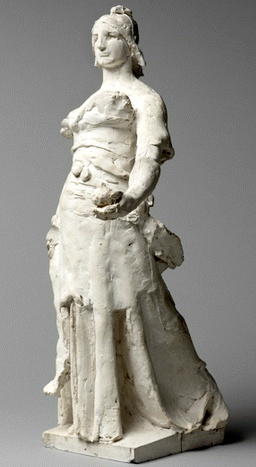
République (c 1890). Esquisse de l'"Allégorie à la République".
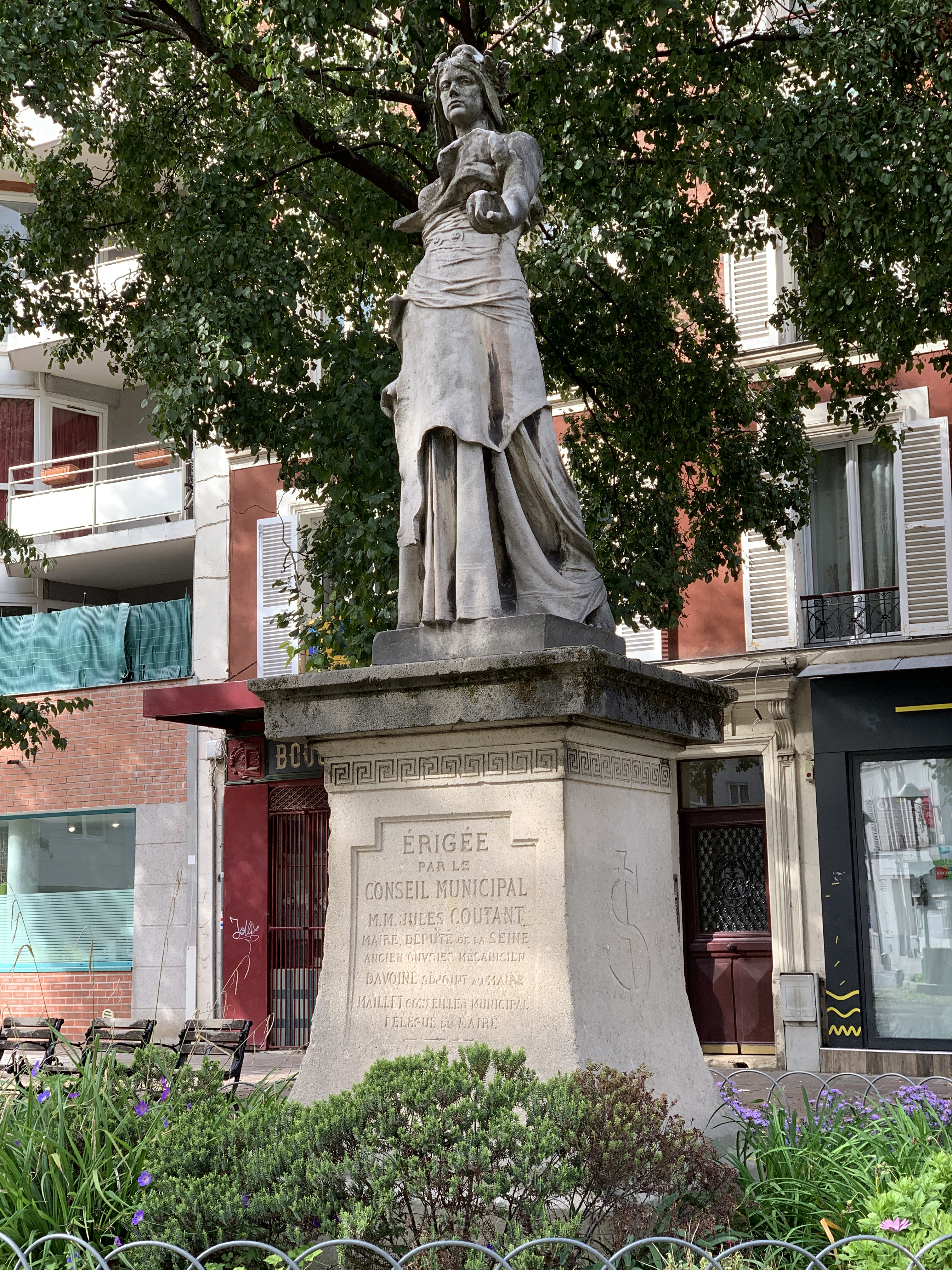
Allégorie à la République.